# Mesochorus horcomollensis
Mesochorus horcomollensis är en stekelart som beskrevs av Dasch 1974. Mesochorus horcomollensis ingår i släktet Mesochorus och familjen brokparasitsteklar. Inga underarter finns listade i Catalogue of Life.